# 崔禹
崔禹，是《三国演义》中的虚构人物，东吴朱然的部将。
夷陵之战时。刘备部将吴班、冯习、张南决定趁夜劫营，小兵诈降向东吴密告夜襲。朱然想要出战，崔禹说：“小卒之言，未可深信。”他自告奋勇，代替朱然出陣，朱然率军稳守水寨。崔禹率领一万军队前去。后来崔禹中埋伏，被张苞擒获，带至秭归。刘备下令斩杀崔禹，接着攻打朱然，朱然潰走。